# Aerangis carnea
Aerangis carnea là một loài thực vật có hoa trong họ Lan. Loài này được J.Stewart mô tả khoa học đầu tiên năm 1979.